# Хёфе
Хёфе (нем. Höfe (Bezirk)) — округ в Швейцарии. Центр округа — город Воллерау.
Округ входит в кантон Швиц. Занимает площадь 44,4  км². Население 27 550 чел. Официальный код  —  0503.

## Коммуны округа
| Герб       | Коммуна    | Население (2011) | Площадь км² | Официальный код |
| ---------- | ---------- | ---------------- | ----------- | --------------- |
| Фойзисберг | Фойзисберг | 4810             | 17,6        | 1321            |
| Фрайенбах  | Фрайенбах  | 15 730           | 20,3        | 1322            |
| Воллерау   | Воллерау   | 7010             | 6,5         | 1323            |
|            | Итого (3)  | 27 550           | 44,4        | 0503            |